# Xylocopa cloti
Xylocopa cloti är en biart som beskrevs av Joseph Vachal 1898. Xylocopa cloti ingår i släktet snickarbin, och familjen långtungebin. Inga underarter finns listade i Catalogue of Life.